# Sudžov Džongnan center
Sudžov Džongnan Center (kitajsko: 苏州中心广场) je zaustavljena 499,2 m visoka stavba v industrijskem parku Sudžov, Sudžov, Džjangsu, Kitajska. Prvotni načrti so predvidevali višino 729 metrov, vendar so bili načrti leta 2019 opuščeni zaradi kitajske prepovedi gradnje stavb, višjih od 500 metrov. Novi stolp je bil predlagan leta 2019, gradnja pa se je začela manj kot leto kasneje, vendar so bila dela ustavljena sredi leta 2022.

## Prvotna zasnova
Prvotna zasnova stavbe je predvidevala višino 729 metrov s skupno 137 nadstropji. Stolp je bil predlagan leta 2011, gradnja se je začela leta 2014. Stavba naj bi imela pisarniške prostore, luksuzne stanovanjske apartmaje in hotel, vse pa bi imelo 93 dvigal.
Gradnja je bila ustavljena leta 2015 in sčasoma opuščena v korist bolj realistične in nižje stavbe. Prvotni stolp bi bil, če bi bil dokončan, druga najvišja stavba na svetu.

## Trenutna zasnova
Po prepovedi gradnje stavb nad 500 metrov na Kitajskem je bil center Sudžov Džongnan popolnoma prenovljen, da bi ustrezal predpisom. Nova stavba naj bi se dvignila 499,2 metra in bo močno navdihnjena s tradicionalnimi vzorci in arhitekturo Sudžova, kar je najbolj opazno na fasadi stavbe. Zasnova je bila razkrita leta 2019, gradnja pa se je začela leta 2020. Sredi leta 2022, ko je gradnja dosegla nivo tal, so bila vsa dela ustavljena zaradi finančnih težav lastnika stavbe, Džongnan Group. Do leta 2025 stolp ostaja nedokončan in ni bilo objavljenih nobenih novic o nadaljevanju gradnje.